# Monte Lamington
El monte Lamington es un estratovolcán activo con estructura andesítica, localizado en la provincia de Oro en Papúa Nueva Guinea. La cumbre de la montaña, cubierta de bosques, no permitió que se lo identificara como volcán hasta su devastadora erupción peléana de 1951, que costó la vida a más de 4.000 personas.

## Etimología
El volcán fue bautizado en honor de Charles Cochrane-Baillie, segundo Barón de Lamington, famoso gobernador de Queensland, Australia.

## Características
Su cumbre se eleva a 1.680 m por encima del monte Owen Stanley. Su cumbre es en realidad un complejo de domos de lava, restos de cráteres y áreas inclinadas de depósitos volcánicos, todo ello atravesado de valles radiales. Hacia el norte se extiende un valle de avalancha que nace de una gran brecha en el cráter.

## La erupción de 1951

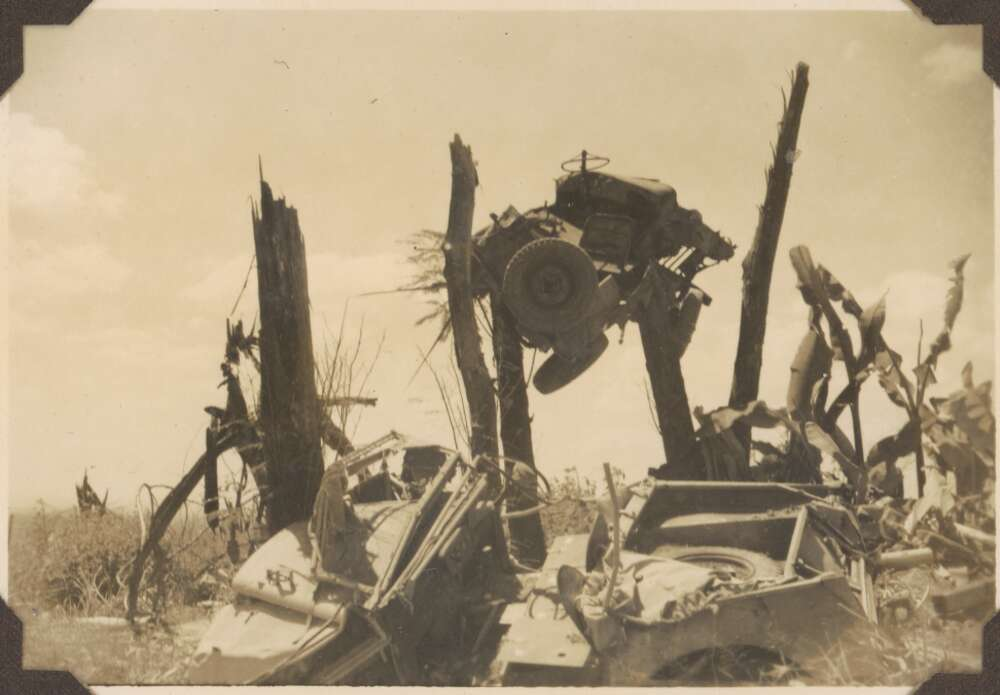
Este Jeep destrozado y ensartado en un árbol da una idea de la magnitud de la erupción.

El monte entró en erupción en la noche del 18 de enero de 1951. Tres días más tarde, una enorme y violenta explosión desintegró el lado norte de la montaña. Por la abertura se precipitaron devastadores flujos piroclásticos de vapor y humo. Este fenómeno duró varios días, y fue tan violento, que clavó un vehículo a un árbol.
El área de daños extremos se extendió 12 km a la redonda. La población de Higaturu, distante más de 14 km, fue aniquilada por la explosión y sus habitantes murieron carbonizados. Las erupciones piroclásticas y las subsiguientes erupciones de polvo y ceniza llenaron los ríos y los depósitos de agua, matando a 4.000 personas y causando una devastación considerable.
Las expediciones de rescate fueron inmovilizadas por el polvo de pómez suspendido en el aire que impedía respirar, las cenizas ardientes y los vapores sulfúricos. Los trabajadores de un puesto avanzado de auxilio en Popondetta casi son destruidos por otras erupciones durante los días siguientes. Las erupciones y los temblores se sucedieron durante el mes siguiente.
El 5 de marzo ocurrió una erupción aún mayor, que envió volando enormes trozos del domo a una distancia de más de 3 kilómetros y generó un bombardeo de pómez y piedras a una distancia de 14 km. Los materiales que llovían del cielo estaban tan calientes que incendiaron todos los árboles en el radio afectado.
El vulcanólogo y exmilitar australiano George Taylor estudió el volcán durante la erupción. Salvó muchas vidas informando a los rescatistas qué área era segura para trabajar en cada momento, y por ello recibió la condecoración de la Cruz del Rey Jorge al año siguiente